# Аллдер, Ник
Николас Джон Аллдер (англ. Nicholas John Allder) (род. 23 февраля 1943) — британский художник по спецэффектам, работавший для таких известных фильмов, как «Чужой» (1979), «Империя наносит ответный удар» (1980), «Конан-варвар» (1982), «Легенда» (1985), «Жемчужина Нила» (1985), «Принцесса-невеста» (1987), «Храброе сердце» (1995), «Пятый элемент» (1997), «Пришельцы в Америке» (2001), «Блэйд 2» (2002), «Шанхайские рыцари» (2003), «Хеллбой: Герой из пекла» (2004) и «Призрачный гонщик 2» (2011).
Аллдер также получил премию «Оскар» в категории «Лучшие визуальные эффекты» за «Чужого».

## Карьера
Николас Джон Аллдер родился 23 февраля 1943 года в городе Итон, графстве Беркшир, стране Англия, государстве Великобритания, и начал работать художником по спецэффектам с 1966 года.
В начале своей карьеры, Ник Аллдер работал для малоизвестных фильмов, а также для телесериалов и телефильмов, пока в конце 1970-х годов, он не начал работу руководителя спецэффектов, для культового научно-фантастического фильма ужасов Ридли Скотта 1979 года — «Чужой», за который Аллдер получил премию «Оскар» в категории «Лучшие визуальные эффекты», вместе с Х. Р. Гигером, Карло Рамбальди, Брайаном Джонсоном и Дэннисом Айлингом.
После «Чужого», Ник Аллдер начал работать над известными фильмами, такими как «Империя наносит ответный удар» 1980 года, «Конан-варвар» 1982 года, «Легенда», «Жемчужина Нила» (оба 1985 года), «Принцесса-невеста» 1987 года, «Леон» 1994 года, «Храброе сердце» 1995 года, «Остров сокровищ маппетов» 1996 года и «Пятый элемент» 1997 года.
В XXI веке, Ник Аллдер вносил свой вклад в такие фильмы, как «Горец: Конец игры» 2000 года, «Пришельцы в Америке» 2001 года, «Блэйд 2» 2002 года, «Шанхайские рыцари», «Другой мир» (оба 2003 года), «Хеллбой: Герой из пекла» 2004 года, «Призрак Красной реки» 2005 года, «Восход тьмы» 2007 года, «Стукачка» 2010 года, «Призрачный гонщик 2» 2011 года, «Волна» 2015 года и «Кодекс киллера» 2021 года.

## Фильмография
- Чужой (1979)
- Империя наносит ответный удар[a] (1980)
- Морские волки (1980)
- Ночные ястребы (1981)
- Конан-варвар (1982)
- Крепость (1983)
- Совершенно секретно! (1984)
- Легенда (1985)
- Жемчужина Нила (1985)
- Дети солнца (1986)
- Принцесса-невеста (1987)
- Левиафан (1989)
- Китайская история призраков 2 (1990)
- Город удовольствий (1992)
- Леон (1994)
- Храброе сердце (1995)
- Остров сокровищ маппетов (1996)
- Пятый элемент (1997)
- Затерянные в космосе (1998)
- Горец: Конец игры (2000)
- Пришельцы в Америке (2001)
- В тылу врага (2001)
- Блэйд 2 (2002)
- Шанхайские рыцари (2003)
- Другой мир (2003)
- Хеллбой: Герой из пекла (2004)
- Пещера (2005)
- Призрак Красной реки (2005)
- Кровь и шоколад (2007)
- Восход тьмы (2007)
- Стукачка (2010)
- Игры киллеров (2011)
- Принцесса на Рождество (2011)
- Призрачный гонщик 2 (2011)
- Одержимая (2012)
- Узник (2012)
- Шесть пуль (2012)
- Опасная иллюзия (2013)
- Теорема Зеро (2013)
- Волна (2015)
- Ритуал (2017)
- Кодекс киллера (2021)

## Награды и номинации
В 1980 году, Ник Аллдер выиграл свою единственную номинацию на премию «Оскар» — в категории «Лучшие визуальные эффекты», за фильм «Чужой», вместе с Х. Р. Гигером, Карло Рамбальди, Брайаном Джонсоном и Дэннисом Айлингом.
Аллдер также был дважды номинирован на премию Британской Академии в области кино в категории «Лучшие визуальные эффекты»:
- 1986 год[3]: за «Легенду», вместе с Питером Войси (номинация)[4]

- 1998 год[5]: за «Пятый элемент», вместе с Марком Стетсоном, Карен Гулекас, Нилом Корбоулдом и Ником Дадменом (победа)[6].

## Заметки
1. 1 2 3  Позже названные как «Звёздные войны. Эпизод V: Империя наносит ответный удар»